# Castilleja laciniata
Castilleja laciniata là loài thực vật có hoa thuộc họ Cỏ chổi. Loài này được Hook. & Arn. mô tả khoa học đầu tiên năm 1832.